# 杜布拉芙卡·乌格雷希奇
杜布拉芙卡·乌格雷希奇（1949年3月27日—2023年3月17日），克罗地亚裔荷兰籍作家。毕业于萨格勒布大学，九十年代寓居荷兰，曾获2016年纽斯塔特国际文学奖。

## 生平
1949年，乌格雷希奇生于前南斯拉夫克罗地亚地区，她出生在一个种族混杂的家庭，母亲是来自瓦尔纳的保加利亚人。早年在萨格勒布大学主修俄语及比较文学，大学期间，她开始尝试写作。大学毕业后，她继续留在学校的理论文学研究所工作。1993年由于政治问题离开克罗地亚。此后她先后在加利福利亚大学洛杉矶分校、哈佛大学等地任教。后来定居荷兰阿姆斯特丹，成为职业作家。
1981年发表“拼贴”小说《救生颚下的施特菲卡·奇伟克》。1988年，她凭借布尔加科夫式小说《渡过意识之流》获南斯拉夫NIN文学奖，成为首位获该奖的女性。她的长篇小说还有2004年出版的《疼痛部》和2007年出版的《芭芭雅嘎下了个蛋》等。
2023年，乌格雷希奇于阿姆斯特丹去世。

## 政治与流放
1991年前南斯拉夫战争爆发时，乌格雷希奇采取了坚定的反战和反民族主义立场。她撰文批判民族主义、战争的愚蠢和罪恶，很快成为克罗地亚部分媒体、作家同行和公众人物的攻击目标。她被指控为反爱国主义者，并被宣称为“叛徒”、“公敌 ”和 “巫婆”。1993年，在经历了一系列的舆论攻击后，因为她“无法适应公共、政治、文化和日常生活中谎言的长期恐怖”，最终离开了克罗地亚。她在《谎言文化》一书中写下了她对民族主义集体歇斯底里的经历，并在《视角问题（卡拉 OK 文化）》一文中描述了她的 “个人案例”。她继续书写现代社会的阴暗面，书写媒体、政治、宗教、共同信仰和市场导致的人的 “同质化”（《深褐色的欧洲》）。作为 “废墟中的公民”，她对 “被称为流放的状况”（J. Brodsky）的复杂性很感兴趣。她的小说（《痛苦部》、《无条件投降博物馆》）探讨了流放的创伤，也有流放自由的兴奋。她的散文《流亡中的作家》（载于《多谢不阅》）是一本小作家的流亡指南。她形容自己是 “后南斯拉夫、跨国，或者更准确地说，后国家主义者”。
2017年，她签署了《共同语言宣言》。

## 作品列表
- 小火苗Mali plamen (儿童文学, 1971.)
- Filip i Srećica (儿童文学, 1976.)
- Poza za prozu (1978.)
- 新俄罗斯散文Nova ruska proza (studija, 1980.)
- 救生颚下的施特菲卡·奇伟克Štefica Cvek u raljama života (1981.)
- 生活是一个童话Život je bajka (1983.)
- 渡过意识之流Forsiranje romana-reke (1988.)
- 烈酒Kućni duhovi (儿童文学, 1988.)
- Pljuska u ruci (antologija alternativne ruske proze, 1989.)
- Američki fikcionar (zbirka eseja, 1993.)
- 谎文化Kultura laži (1996.)
- Muzej bezuvjetne predaje (1998.)
- 禁读Zabranjeno čitanje (2001.)
- 疼痛部Ministarstvo boli (2004.)
- 有人在家吗？Nikog nema doma (2005.)
- 芭芭雅嘎下了个蛋Baba Jaga je snijela jaje (2008.)
- Napad na minibar (2010.)
- Europa u sepiji (2013.)